# Gerlando Alberti
Gerlando Alberti (18 de septiembre de 1927 - 1 de febrero de 2012), también conocido como "U Paccarè" fue un miembro de la Mafia Siciliana. Pertenecía a la familia Porta Nuova en Palermo dirigida por Giuseppe Calò. Su sobrenombre fue "u Paccarè", el imperturbable.
Alberti estuvo involucrado en varios eventos de la Mafia, como la Masacre de Ciaculli en 1963, la Masacre de Viale Lazio en 1969, la desaparición del periodista Mauro De Mauro en 1970, y el asesinato de Pietro Scaglione en 1971. Fue uno de los mafiosos involucrados en el tráfico de cigarrillos y heroína en 1970. Una vez dijo sobre la Mafia: "¡Mafia! ¿Qué es eso? ¿Un tipo de queso?".

## ¿Asesino de la Mafia?
Alberti fue acusado en julio de 1963 con otros 53 mafiosos después de la masacre de Ciaculli, que convirtió la Primera Guerra de la Mafia en contra una guerra contra la Mafia. Junto con Tommaso Buscetta, era sospechoso del ataque en contra Angelo La Barbera, uno de los protagonistas de la guerra, en Milán en mayo de 1963. En el "Juicio del 114", fue absuelto pero enviado a un exilio externo en un pueblo en Lombardía. Alberti, aunque vivía en Milán, había estado en Palermo en el momento del ataque de la bomba en Ciaculli. Interrogado, declaró que había estado con una mujer y no podía revelar su nombre.
En diciembre de 1969, estuvo de nuevo en Palermo cuando el jefe de la Mafia, Michele Cavataio fue asesinado por un escuadrón de la Mafia. En ese momento, los Carabinieri comenzaron a considerar a Alberti como el jefe de un tipo de Murder Incorporated para la Cosa Nostra siliciana.

## Laboratorio de heroína
En marzo de 1974, Alberti fue acusado en Roma con tráfico de heroína como el resultado de una investigación de 30 meses. La investigación comenzó en septiembre de 1971 cuando los agentes estadounidenses de aduanas confiscaron 84 kilos de heroína en un Ford que fue enviado de Genoa a Nueva York. Alberti y Gaetano Badalamenti fueron considerados entre los magnates de la red internacional.
El 25 de agosto de 1980, dos laboratorios de heroína fueron descubiertos en Sicilia; un pequeño laboratorio fue descubierto por primera vez en Trabia y luego ese día un laboratorio más grande fue descubierto en Carini que producía 50 kilos en una semana. Alberti fue arrestado con tres químicos Corsos en Trabia, junto con André Bousquet, una conexión francesa, quién fue enviado por Gaetan Zampa. En su arresto, Alberti preguntó, "¡Mafia! ¿Qué es eso? ¿Un tipo de queso?", negando cualquier conocimiento o asociación con el crimen.

## Intento de asesinato
Alberti consideraba ser parte de un ala moderada en el comienzo de la Segunda guerra de la mafia, aliado con Gaetano Badalamenti, Stefano Bontate y Tommaso Buscetta. Apenas sobrevivió a un intento de asesinato mientras estaba encarcelado en la prisión el 9 de febrero de 1983. Recibió dos sentencias, una por el laboratorio de heroína en Trabia y una sentencia por asesinar a un dueño de un hotel que había avisado sobre el laboratorio.
Debido a sus vínculos con los hombres en el bando perdedor de la segunda guerra de la mafia, el papel de Alberti en Cosa Nostra se redujo. 
Murió el 1 de febrero de 2012, en su hogar en el distrito de Porta Nuova en Palermo.